# Druga Slovenska Nogometna Liga 2014/15
Die Druga Slovenska Nogometna Liga 2014/15 war die 24. Spielzeit der zweithöchsten slowenischen Spielklasse im Männerfußball. Sie begann am 10. August 2014 und endete am 30. Mai 2015.

## Modus
Die 10 Mannschaften spielten jeweils dreimal gegeneinander. Der Meister stieg direkt auf, der Zweitplatzierte konnte über die Relegation in die ersten Liga aufsteigen. Die letzten zwei Vereine stiegen ab.

## Vereine
| Verein              | Stadt             |
| ------------------- | ----------------- |
| NK Ankaran Hrvatini | Ankaran           |
| NK Roltek Dob       | Dob               |
| NK Aluminij         | Kidričevo         |
| NK Triglav Kranj    | Kranj             |
| NK Krško            | Krško             |
| NK Šenčur           | Šenčur            |
| ND Dravinja Kostroj | Slovenske Konjice |
| NK Šmartno          | Šmartno ob Paki   |
| NK TKK Tolmin       | Tolmin            |
| NK Farmtech Veržej  | Veržej            |

## Abschlusstabelle
| Pl. | Verein                  | Sp. | S  | U | N  | Tore    | Diff. | Punkte |
| --- | ----------------------- | --- | -- | - | -- | ------- | ----- | ------ |
| 1.  | NK Krško                | 27  | 15 | 6 | 6  | 048:280 | +20   | 51     |
| 2.  | NK Aluminij             | 27  | 15 | 5 | 7  | 049:210 | +28   | 50     |
| 3.  | NK Roltek Dob           | 27  | 15 | 4 | 8  | 052:260 | +26   | 49     |
| 4.  | NK Ankaran Hrvatini     | 27  | 12 | 6 | 9  | 045:370 | +8    | 42     |
| 5.  | NK TKK Tolmin (N)       | 27  | 13 | 2 | 12 | 049:420 | +7    | 41     |
| 6.  | NK Triglav Kranj (A)    | 27  | 11 | 6 | 10 | 045:410 | +4    | 39     |
| 7.  | NK Farmtech Veržej      | 27  | 11 | 5 | 11 | 037:450 | −8    | 38     |
| 8.  | NK Šenčur               | 27  | 9  | 5 | 13 | 034:480 | −14   | 32     |
| 9.  | ND Dravinja Kostroj (N) | 27  | 7  | 8 | 12 | 045:470 | −2    | 29     |
| 10. | NK Šmartno              | 27  | 1  | 5 | 21 | 019:880 | −69   | 08     |

Platzierungskriterien: 1. Punkte – 2. Direkter Vergleich (Punkte, Tordifferenz, geschossene Tore) – 3. Tordifferenz – 4. geschossene Tore

| (A) – Absteiger aus der Slovenska Nogometna Liga 2013/14 |
| (N) – Neuaufsteiger aus der Tretja Nogometna Liga        |

## Relegation
Aufstieg
|           | Gesamt |             | Hinspiel | Rückspiel |
| --------- | ------ | ----------- | -------- | --------- |
| ND Gorica | 2:1    | NK Aluminij | 0:0      | 2:1       |

Beide Vereine blieben in ihren jeweiligen Ligen.